# Єнбек (Тюлькубаський район)
Єнбе́к (каз. Еңбек) — село у складі Тюлькубаського району Туркестанської області Казахстану. Входить до складу Машатського сільського округу.
Населення — 810 осіб (2021; 821 у 2009, 731 у 1999, 656 у 1989).